# Alexander Ivanov (artist)
Alexander Ivanov, född 29 oktober 1994 i Homel, mer känd som Ivan, är en belarusisk sångare.

## Eurovision
Den 22 januari 2016 deltog Ivan i Belarus nationella uttagning till Eurovision Song Contest. I finalen tävlade totalt tio bidrag och Ivans "Help You Fly" utsågs till vinnare efter att den fått flest telefonröster. Han fick totalt 23 167 röster mot tvåan NAPOLI som med låten "My Universe" fick 22 399.
Vinsten innebär att Ivan fick representera Belarus i Eurovision Song Contest 2016 i Stockholm med sin låt. Han framförde bidraget den 12 maj i den andra semifinalen i Globen. Låten fick 84 poäng och kom på plats 12 (av 18) i semifinalen. Den kvalificerade sig därför inte till final.

## Diskografi

### Singlar
- 2016 - "Help You Fly"